# 나카지마 다쿠마
나카지마 다쿠마(일본어: 中島 拓真, 1995년 4월 3일~)는 일본의 축구 선수이다.

## 구단 경력
그는 2018년 J3리그의 아술 클라로 누마즈에 입단했다. 2019년 리그 데뷔했다. 2020년 일본 풋볼 리그의 혼다 록(미네베아 미쓰미 FC)로 이적했다. 2024년까지 63경기에 출전, 2024년후 현역 은퇴.